# Knoten Haid
Het Knoten Haid is een snelwegknooppunt in de Oostenrijkse deelstaat Opper-Oostenrijk. Op dit knooppunt tussen Pucking en Ansfelden sluit de A25 aan op de A1.

## Bouwvorm
Het knooppunt is een trompetknooppunt.